# Битва за форт Пуласки
Битва за форт Пуласки — заключительный этап 112-дневной осады форта Пуласки, произошедший 10—11 апреля 1862 года в ходе Гражданской войны в США, когда войска северян после 30-часового артиллерийского обстрела отбили укрепление у конфедератов. Особую важность этому эпизоду войны придало новаторское использование нарезных орудий, которое продемонстрировало, что прежние береговые укрепления устарели.

## Строительство форта

Расположение форта Пуласки

Форт на острове Кокспер в устье р. Саванна был построен в соответствии с требованиями т. н. «Третьей системы» береговой обороны США на земле, которую уступил федеральному правительству штат Джорджия. Новое укрепление заменило собой два прежних форта, ранее возведенных на о-ве Тайби. Первый из них, построенный британцами форт Георг, представлял собой деревянный блокгауз, окружённый частоколом, и был разрушен во время Американской революции. Второй, форт Грин, построенный в 1794—1795 годах по распоряжению администрации Джорджа Вашингтона, представлял собой земляной вал с позициями для пушек; он был смыт в океан ураганом 1804 года.
Работы на новом укреплении начались 15 марта 1830 года и завершились в 1845 году. Одним из строителей форта был молодой лейтенант Роберт Ли, тогда проживавший в Саванне, — на протяжении 17 месяцев он трудился над осушением территории и закладкой фундамента. Однако строительство собственно форта легло на плечи лейтенанта Джозефа Мансфилда. Форт обошёлся казне почти в миллион долларов. В 1833 году укрепление было названо в честь бригадного генерала Казимира Пулавского, польского кавалериста, который во время Американской Революции сражался под началом Джорджа Вашингтона и погиб под Саванной.

План форта Пуласки

Кирпичные стены, рассчитанные на размещение 42-фунтовых пушек, возводились на основании из деревянных кряжей, глубоко утопленных в болотистой почве, и были три с лишним метра толщиной. Со всех сторон форт окружали заболоченные протоки, кишевшие аллигаторами. Ни одно военное судно не могло бы приблизиться к форту на расстояние выстрела. Береговые батареи можно было разместить только на острове Тайби, находившемся на расстоянии двух миль, что превышало максимальную дальность стрельбы гладкоствольных пушек и мортир.
К 1861 году форт находился в плачевном состоянии: ров был забит грязью и порос травой, 90 % артиллерийских позиций пустовали, состояние казематов не позволяло стрелять из имеющихся орудий, а гарнизон состоял из двух человек, смотрителя и сержанта интендантской службы.

## Захват форта и подготовка к обороне

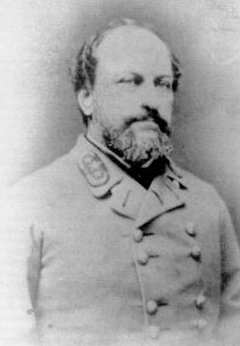
Александр Лоутон

1 января в Саванну по приглашению командира 1-го добровольческого полка штата Джорджия полковника Александра Лоутона прибыл губернатор Джозеф Браун. Состоялось совещание, на котором было решено захватить форт, чтобы предотвратить его занятие федеральными войсками. 3 января 1861 года, за 16 дней до выхода штата Джорджия из Союза, отряд из 134 человек погрузился на пароход Ida и после 17-мильного спуска по реке в полдень выгрузился на берегу острова Кокспер. Отряд вошёл в форт через главные ворота и поднял флаг Конфедерации. Комендантом форта был назначен капитан Фрэнсис Бэртоу.
6 января в форт прибыл окружной инженер капитан Уильям Уайтинг. Он встретился с Лоутоном, который заверил его, что ополчение заняло форт исключительно с целью не допустить его разграбления и разрушения.

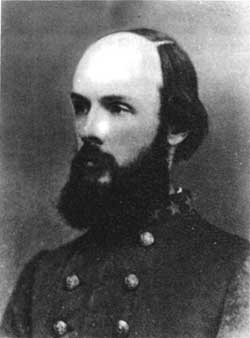
Чарльз Олмстед

Осенью 1861 года командующий Джорджийским отделом генерал Александр Лоутон был переведён в Ричмонд, а 5 ноября генерал Роберт Ли был назначен командующим вновь созданного Отдела Южной Каролины, Джорджии и Флориды. Согласно октябрьскому отчёту Лоутона, в окрестностях Саванны находились 2753 солдата и офицера — почти половина его подчинённых. 1-й регулярный пехотный полк штата Джорджия под командованием майора Уильяма Данкана Смита расположился на острове Тайби, где он построил и обслуживал земляную батарею и наблюдательные посты вдоль берега Впоследствии этот полк был переведён в штат Виргиния и отбыл из Саванны 17 июля 1861 года, при этом две 8-дюймовых колумбиады с батареи на о-ве Тайби были сняты и перевезены в форт Пуласки. Место отбывшей регулярной пехоты занял 1-й полк добровольческой гвардии штата Джорджия под командованием полковника Хью Мерсера. Гарнизон форта составлял 1-й добровольческий полк штата Джорджия под командованием полковника Чарлза Олмстеда.
Ополченцы, расквартированные в форте, интенсивно тренировались. Старый форт Джексон, расположенный вверх по реке, был вооружён и укреплён, образовав вторую линию обороны. Водные пути, ведущие к Саванне, были перегорожены. В декабре конфедераты затопили несколько судов, заблокировав водные пути, по которым можно было пройти в обход форта Пуласки
В январе 1862 года Ли пришёл к заключению, что северянам ничто не помешает достичь реки Саванна, и что у конфедератов нет никаких военных кораблей, чтобы противопоставить их эскадре Союза. Главной целью стала оборона г. Саванна. На реке в качестве дополнительного препятствия был затоплен плавучий док
В марте генерал Ли распорядился перевести часть войск из Флориды и Джорджии в Теннесси. Кроме того, часть войск в Южной Каролине и Джорджии отвели вглубь материка для защиты зерновых плантаций, с которых поступало продовольствие для армии конфедератов. Перед переводом в Ричмонд Роберт Ли представил вниманию Лоутона подробный план срочного укрепления обороны. Пушки с островных батарей следовало снять и установить на ближних подступах к Саванне. На случай приближения противника со стороны форта Мак-Каллистер на реке выше города следовало соорудить препятствия с помощью рабочей силы, позаимствованной с плантаций. Следовало приложить все силы к тому, чтобы задержать или предотвратить продвижение северян вверх по реке. Разведчики должны были обнаружить высадку десанта как можно раньше, чтобы её предотвратить. На мысе Мак-Кэй следовало возвести дополнительную трёхорудийную батарею, задачей которой было не остановить федеральную эскадру, а с помощью канонерских лодок Джосайи Тэттнэлла помешать северянам построить батареи на о-ве Эльба, способные обстреливать старый форт Джексон.
К апрелю 1862 года, когда форт Пуласки был отрезан от Саванны, его гарнизон под командованием полковника Чарльза Олмстеда был уменьшен с 650 до 385 офицеров и солдат. Они были сведены в пять рот. и обслуживали 48 пушек, 20 из которых были нацелены на о-в Тайби.. 28 января в форт был доставлен шестимесячный запас провизии.
Посоветовавшись с генералом Ли, Олмстед распределил пушки по валам и казематам, чтобы перекрыть все подходы к форту. Несколько орудий были установлены с таким расчетом, чтобы обстреливать западные протоки и северный канал Саванны. Конфедераты сожгли посевы хлопка на островах, чтобы они не попали в руки северян. Навигационные знаки, такие как маяк Тайби, были разобраны и сожжены. Солдаты сжигали все, что могли использовать приближающиеся федеральные войска. 10 ноября конфедераты оставили о-в Тайби, срыли земляные батареи и перевезли тяжелые орудия в форт Пуласки. Две роты солдат, ранее размещенные на острове, присоединились к гарнизону форта.

## Блокада форта

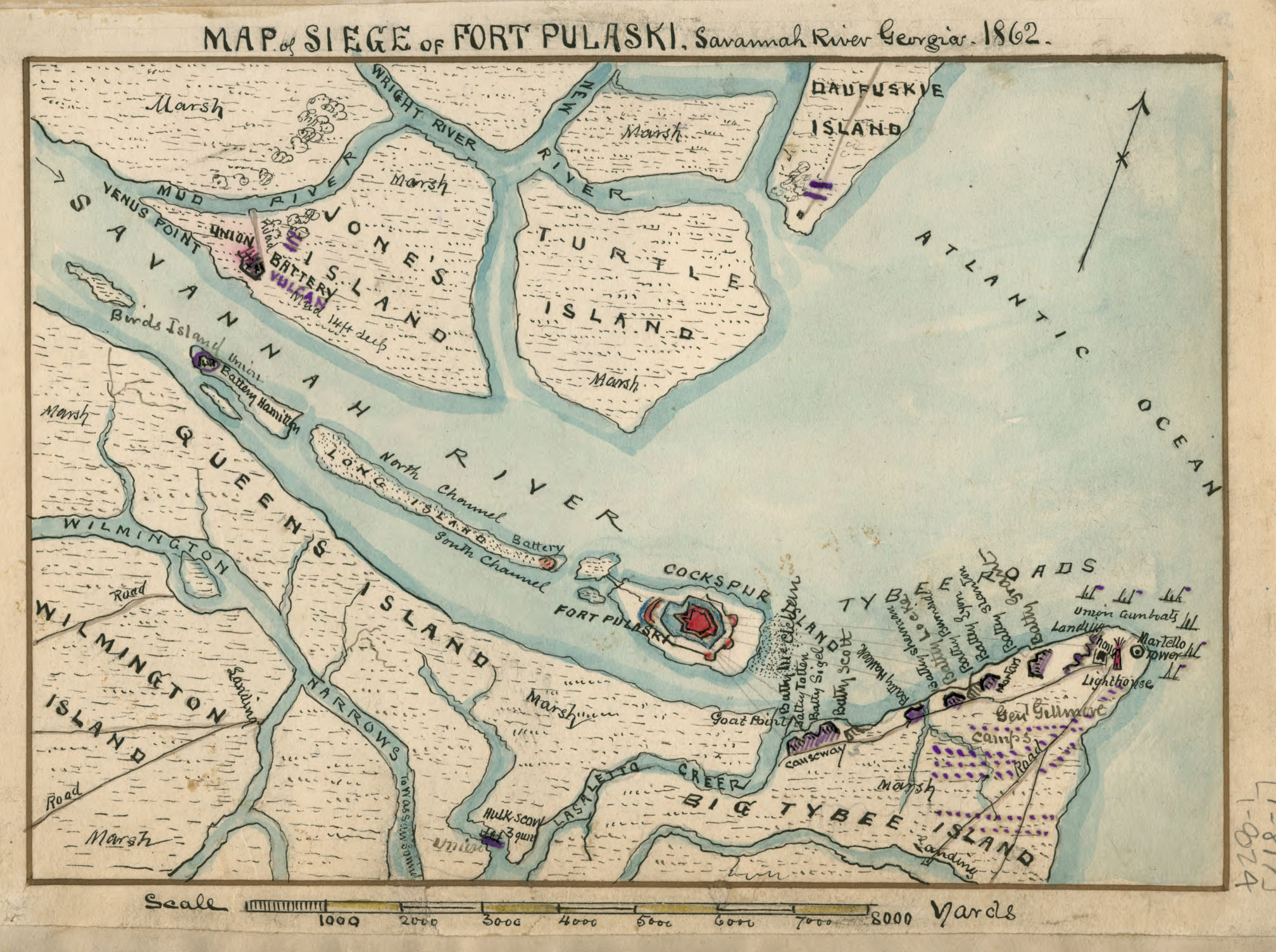
Осада форта Пуласки

В августе 1861 года военный министр США Кэмерон утвердил создание объединённого «экспедиционного корпуса» из армейских частей и кораблей военно-морского флота. Бригадный генерал Томас Шерман командовал армейскими частями, а флаг-офицер Сэмюэл Дю Понт — флотом. Северяне были намерены вернуть США захваченный конфедератами форт Пуласки, закрыть для южан порт Саванна, а также распространить блокаду побережья дальше на юг. Первоначально им нужна была угольная база для Южно-Атлантической блокадной эскадры, однако эта проблема решилась после сражения за Порт-Ройал.
В ночь на 12 ноября в Саванну, пользуясь утренним туманом, проскользнул последний корабль с грузом оружия и боеприпасов для южан. Это был зафрахтованный в Англии пароход Fingal водоизмещением 700 т. с английской командой. Из груза, доставленного судном, на долю гарнизона форта Пуласки пришлись две 24-фунтовые нарезные пушки Блэйкли и большое количество английских винтовок Энфилд. После прорыва Fingal флаг-офицер Дю Понт распорядился затопить наполненные камнями суда в фарватере реки Саванна и поставил две канонерские лодки охранять южные протоки возле островов Уилмингтон и Скидэуэй.

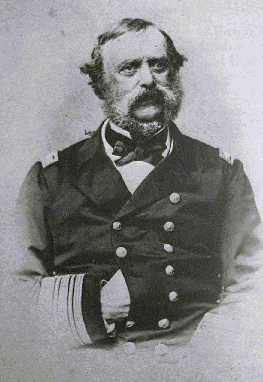
Сэмюэл Фрэнсис Дю Понт

Обосновавшись на острове Хилтон-Хед, северяне начали готовиться к осаде форта Пуласки. Операция началась 24 ноября 1861 года. Получив сведения о том, что конфедераты покинули остров Тайби, флаг-офицер Дю Понт приказал трём канонерским лодкам высадить десант возле маяка Тайби. После двухчасового обстрела острова из корабельных орудий конфедераты подожгли маяк и отступили. Коммодор Кристофер Роджерс с канонерки Flag во главе десантной партии из моряков и морских пехотинцев на тринадцати лодках высадился на берег и поднял флаг США над маяком и башней Мартелло. Ночью отряд жёг костры, чтобы сбить с толку конфедератов
26 ноября три канонерские лодки южан — Savannah (флаг коммодора Тэттнэлла), Resolute и Sampson — совершили вылазку против кораблей северян, стоявших за отмелью в устье р. Саванна, и отогнали их от берега. Два дня спустя эти же канонерки, несмотря на противодействие северян, доставили в форт Пуласки шестимесячный запас провизии.
Вечером 28 ноября генерал Шерман прибыл к устью р. Саванна на транспорте McClellan и высадился на о-в Тайби в сопровождении чинов своего штаба, командира транспорта Альфреда Грея и 22 морских пехотинцев. Во время рекогносцировки орудия форта Пуласки выпустили по отряду Шермана четыре снаряда, один из которых попал бы в цель, если бы не взорвался в воздухе с недолётом. На южной оконечности острова отряд нашёл оставленную южанами позицию с одной пушкой. Днем 29 ноября Шерман с подчинёнными на том же транспорте вернулся на о-в Хилтон-Хед, где на борту канонерской лодки Florida состоялось совещание с участием флаг-офицера эскадры Дю Понта.

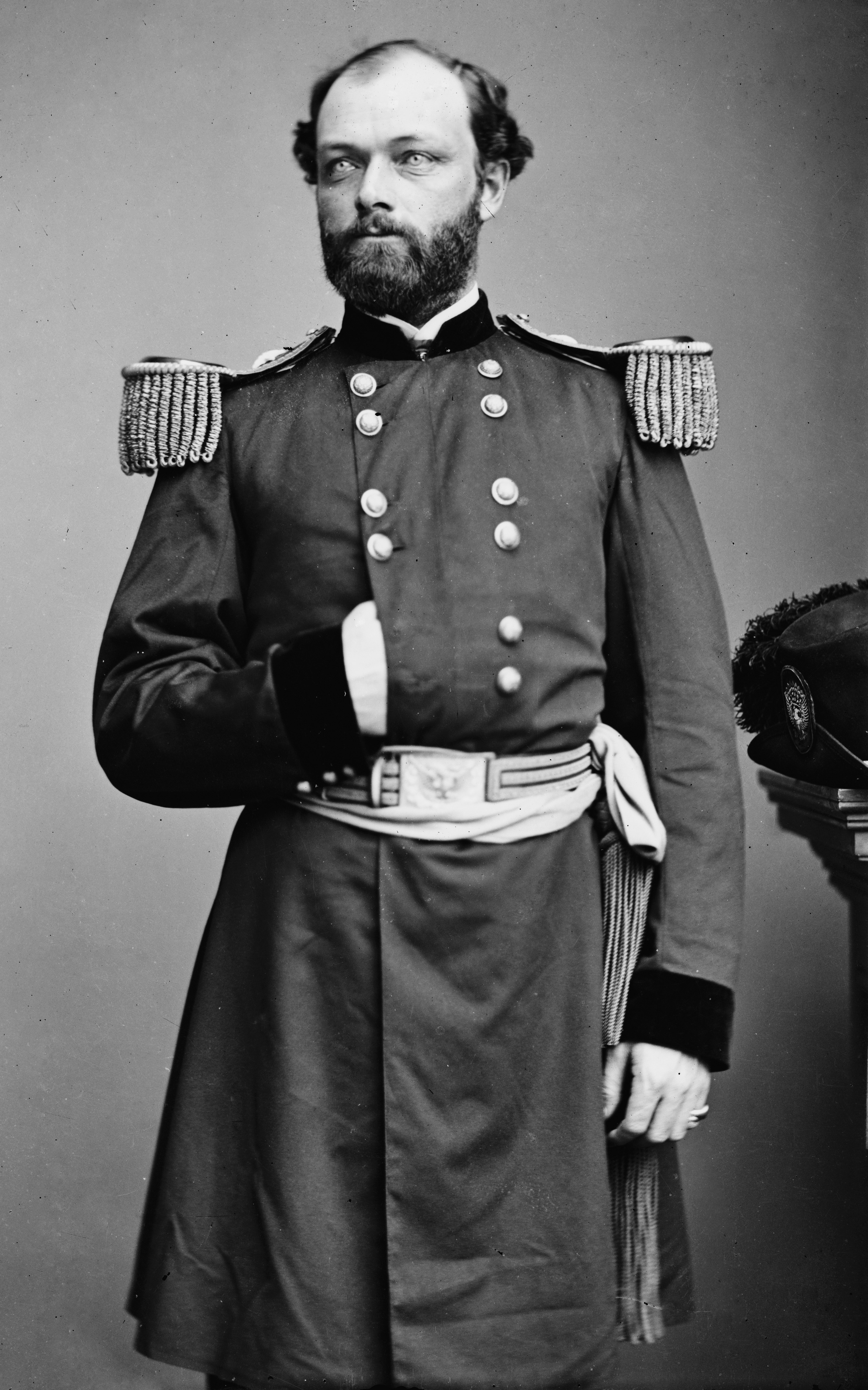
Куинси Гиллмор

1 декабря капитан Куинси Гилмор, главный инженер экспедиции, с тремя ротами 4-го Нью-Гемпширского полка завладел островом полностью, не встретив никакого сопротивления. После проведённой рекогносцировки Гилмор пришёл к выводу, что мортиры и новые нарезные орудия могут обстреливать форт с северного берега острова. Генерал Шерман согласился с этим планом и 4 декабря запросил у военного департамента осадные орудия.
Флот организовал транспортные перевозки, и к 20 декабря у армии было уже достаточно припасов, чтобы поддерживать постоянное присутствие на острове. Вскоре армейские части северян начали высадку. Командный пункт и штаб 46-го полка нью-йоркских добровольцев (командир полковник Рудольф Роса) разместились в маяке, поблизости от него были возведены временные бараки, а башня Мартелло была прикрыта земляными батареями.
На второй неделе февраля на р. Саванна выше форта Пуласки были построены две земляные батареи на шесть тяжёлых пушек: 12 февраля батарея Вулкан на мысе Венус-Пойнт, а в ночь на 20 февраля — батарея Гамильтон на северной оконечности о-ва Бёрд. 13 февраля батарея Вулкан обстреляла транспорт Ida, который до сих пор совершал еженедельные грузовые рейсы из г. Саванна в форт. Только благодаря тому, что все пушки, кроме одной, сорвались с платформ, пароход южан избежал повреждений и благополучно достиг форта. 14 февраля батарея Вулкан вступила в перестрелку с четырьмя канонерскими лодками южан, повредив одну из них. После этого южане окончательно заблокировали все водные пути, и связь с фортом поддерживалась через посыльных, которые добирались до места назначения пешком по берегу, а затем вплавь.
19 февраля Куинси Гилмор, только что временно произведенный в бригадные генералы, был назначен командующим войсками северян на о-ве Тайби. Его помощниками стали лейтенант Уилсон из топографической службы и лейтенант Хорас Портер из службы тылового обеспечения. 21 февраля на остров начали прибывать осадные орудия, а 27 февраля начались работы по сооружению осадных батарей на северном берегу. Поскольку часть батарей находилась в пределах видимости форта Пуласки и в пределах досягаемости его орудий, работы велись по ночам, разговаривать разрешалось только шёпотом, а наутро следы работ тщательно скрывались. Для перемещения осадных орудий по топкой почве была построена гать.
22 февраля, чтобы воспрепятствовать передвижению судов южан по протоке Лазаретто-крик, на острове Дисент-Айленд были размещены две роты 46-го Нью-Йоркского полка под командованием командира роты F капитана Джона Хенкеля с двумя полевыми пушками. С этого момента блокада форта стала полной. Впоследствии отряд разместили на старом судне Montezuma и одновременно придали отряду одно 30-фунтовое нарезное орудие Пэррота. Впереди судна, близ протоки у о-ва Мак-Куин, дозорную службу нес баркас, вооружённый флотской 6-фунтовой пушкой. 31 марта баркас и 18 человек его экипажа были захвачены отрядом южан, высланным на разведку. После этого в протоке у о-ва Уилмингтон была поставлена канонерская лодка Norwich (капитан Данкан).
Силы северян на о-ве Тайби включали 7-й Коннектикутский пехотный полк, (командир полковник Альфред Терри), 46-й Нью-Йоркский пехотный полк, две роты Нью-Йоркского добровольческого инженерного полка, две роты 3-го Род-Айлендского добровольческого артиллерийского полка. 48-й Нью-Йоркский пехотный полк (полковник Джеймс Перри) и 9-й Мэнский пехотный полк, а также отдельные подразделения других частей обслуживали батареи на других островах. Батареи на о-ве Тайби были вооружены 36-ю самыми тяжелыми орудиями, имевшимися у северян. Артиллерийские позиции начинались у башни Мартелло и тянулись вдоль берега до протоки Лазаретто-крик.
| Название батареи | Командиры | Тип орудий                                       | Количество орудий | Сделано выстрелов |
| ---------------- | --- | ------------------------------------------------ | ----------------- | ----------------- |
| Стэнтон          | Капитаны Б. Скиннер и Т. Бэкон, первый лейтенант Т. Бёрдик с подразделениями 7-го Коннектикутского добровольческого полка.                                                     | 13» мортиры                                      | 3                 | 255               |
| Грант            | Капитаны Ч. Палмер, Джером Туртелотт, первый лейтенант Уильям Филлип с подразделениями 7-го Коннектикутского полка.                                                            | 13" мортиры                                      | 3                 | 282               |
| Лайон            | И. о. генерал-инспектора Южного отдела капитан Луи Пелуз из 15-го пехотного полка. Капитан Л. Туртелотт с ротой B 3-го Род-Айлендского добровольческого артиллерийского полка. | 10" колумбиады                                   | 3                 | 321               |
| Линкольн         | И. о. генерал-инспектора Южного отдела капитан Луи Пелуз из 15-го пехотного полка. Капитан Л. Туртелотт с ротой B 3-го Род-Айлендского добровольческого артиллерийского полка. | 8" колумбиады                                    | 3                 | 428               |
| Бернсайд         | Сержанты Дж. Уилсон и П. Магуайр из роты A корпуса инженеров; сержант Уэйди с подразделением из 8-го Мэнского добровольческого полка.                                          | 13" мортира                                      | 1                 | 135               |
| Шерман           | Капитаны Д. Фрэнсис и Дж. Деннис, второй лейтенант О. Чэмберлэйн с подразделениями 7-го Коннектикутского добровольческого полка.                                               | 13" мортиры                                      | 3                 | 232               |
| Хэллек           | Капитаны О. Сэнфорд, Э. Хичкок, второй лейтенант С. Этуилл с подразделениями 7-го Коннектикутского добровольческого полка.                                                     | 13" мортиры                                      | 2                 | 220               |
| Скотт            | Капитан Пардон Мэйсон с ротой F 3-го Род-Айлендского добровольческого артиллерийского полка.                                                                                   | 10" колумбиады                                   | 3                 | 203               |
| Скотт            | Капитан Пардон Мэйсон с ротой F 3-го Род-Айлендского добровольческого артиллерийского полка.                                                                                   | 8" колумбиада                                    | 1                 | 238               |
| Зигель           | Капитан Горацио Роджерс с ротой H 3-го Род-Айлендского добровольческого артиллерийского полка.                                                                                 | 48-фунтовая Джеймса осадная на колесном лафете   | 1                 | 133/116           |
| Зигель           | Капитан Горацио Роджерс с ротой H 3-го Род-Айлендского добровольческого артиллерийского полка.                                                                                 | 30-фунтовые Пэррота осадные на колесном лафете   | 5                 | 1101/150          |
| Мак-Клеллан      | Капитан Горацио Роджерс с ротой H 3-го Род-Айлендского добровольческого артиллерийского полка.                                                                                 | 84-фунтовые Джеймса осадные на крепостном лафете | 2                 | 207/190           |
| Мак-Клеллан      | Капитан Горацио Роджерс с ротой H 3-го Род-Айлендского добровольческого артиллерийского полка.                                                                                 | 64-фунтовые Джеймса осадные на крепостном лафете | 2                 | 380/18            |
| Тоттен           | Капитаны Д. Родмэн и С. Грэй, второй лейтенант С. Кори с подразделениями 7-го Коннектикутского добровольческого полка.                                                         | 10" мортиры                                      | 4                 | 388               |

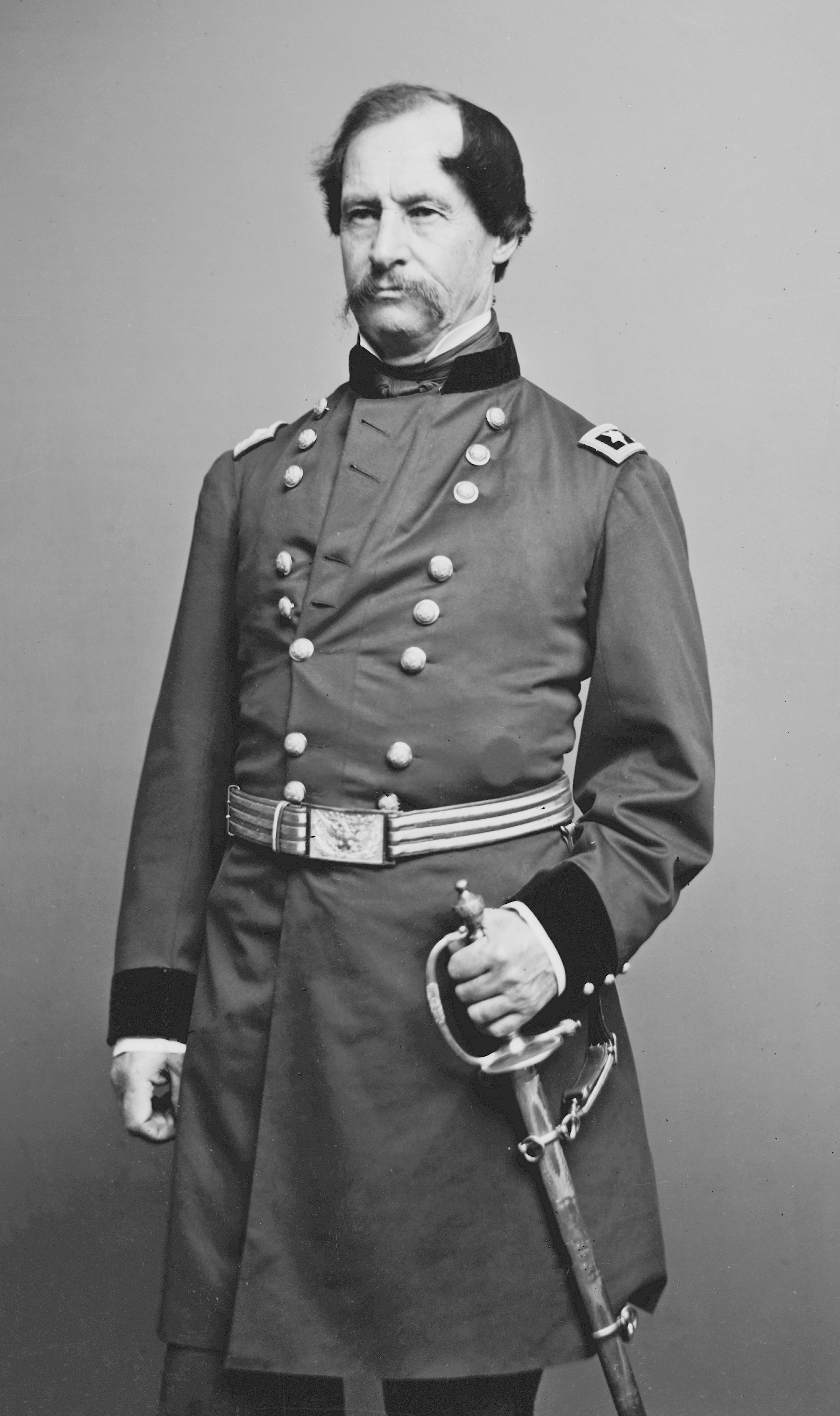
Дэвид Хантер

Выстрел одной из 13-дюймовых мортир батареи Хэллек, расположенной на удалении 2200 метров от форта, должен был послужить сигналом к началу общей бомбардировки. Далее батарея должна была обстреливать северный и северо-восточный фасы форта с таким расчётом, чтобы снаряды взрывались после удара о землю, а не на подлёте. Четырем ближайшим к форту батареям были выделены конкретные цели. Батарея Мак-Клеллан, расположенная в 1,5 километрах от форта, из своих нарезных орудий должна была пробить брешь между южным и юго-восточным фасами. Батарея Зигель с расстояния в 1530 метров должна была подавить огонь пушек в барбетах форта, а затем со скоростью 10-12 выстрелов в минуту обстреливать снарядами ударного действия юго-восточный фас, чтобы пробить бреши в стене. Батарея Тоттен с расстояния в 1,5 км должна была стрелять снарядами с дистанционным взрывателем поверх северо-восточного и юго-восточного фаса и обстреливать замаскированные батареи за пределами форта. Батарея Скотт с расстояния в 1590 метров должна выполнять ту же задачу, что и батарея Мак-Клеллан. С темнотой обстрел должен был прекращаться, и лишь по особому приказу следовало вести беспокоящий огонь. На батарее Скотт находился сигнальный офицер, корректировавший огонь батарей Стэнтон, Грант и Шерман.
31 марта вместо генерала Шермана начальником Южного отдела и командующим войсками, задействованными в операции, был назначен генерал-майор Дэвид Хантер. Командующим Северным округом, который включал в себя штаты Южная Каролина, Джорджия и часть штата Флорида, был назначен бригадный генерал Бенхэм.

## Обстрел и капитуляция форта

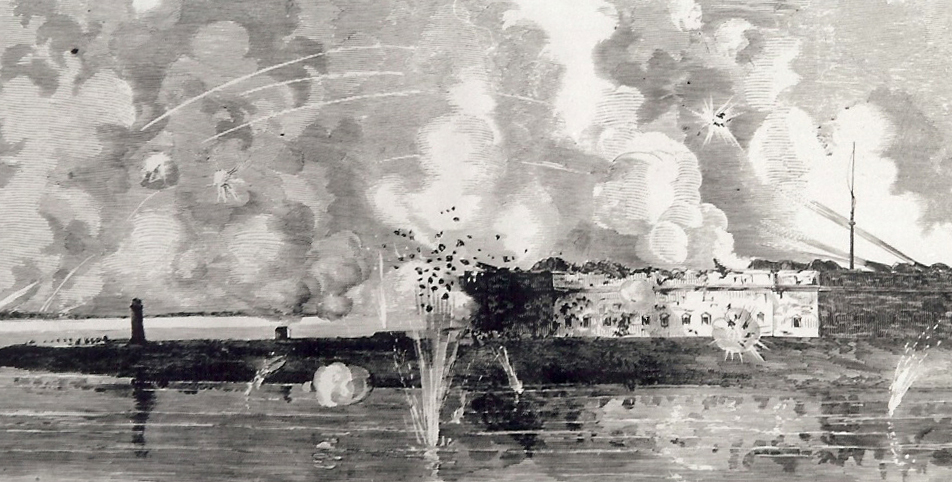
Апрель 1862 года: форт Пуласки под обстрелом

9 апреля 1862 года начать операцию помешал ливень. 10 апреля генерал-майор Хантер отправил коменданту форта ультиматум с требованием «немедленной сдачи и возвращения форта Пуласки под власть и владение Соединённых Штатов». Полковник Олмстед ответил: «Я здесь, чтобы защищать форт, а не сдавать его». Бомбардировка началась в 8 часов утра. Огонь батарей о-ва Тайби был сосредоточен на юго-восточном углу укрепления. Артиллерия конфедератов отвечала, причем один офицер северян описывал их стрельбу как «действенную и верную… с большой точностью не только по нашим батареям, но даже по отдельным людям, проходящим между ними». Через два часа после начала обстрела снаряд из колумбиады влетел в просвет амбразуры и сорвал со станка орудие. В 11 часов осколками с флагштока форта был сбит флаг. Лейтенант Кристофер Хасси из гвардейцев Монтгомери и рядовой Джон Лэтэм из немецких добровольцев вновь подняли флаг на северо-восточном углу форта, использовав в качестве флагштока ганшпуг.

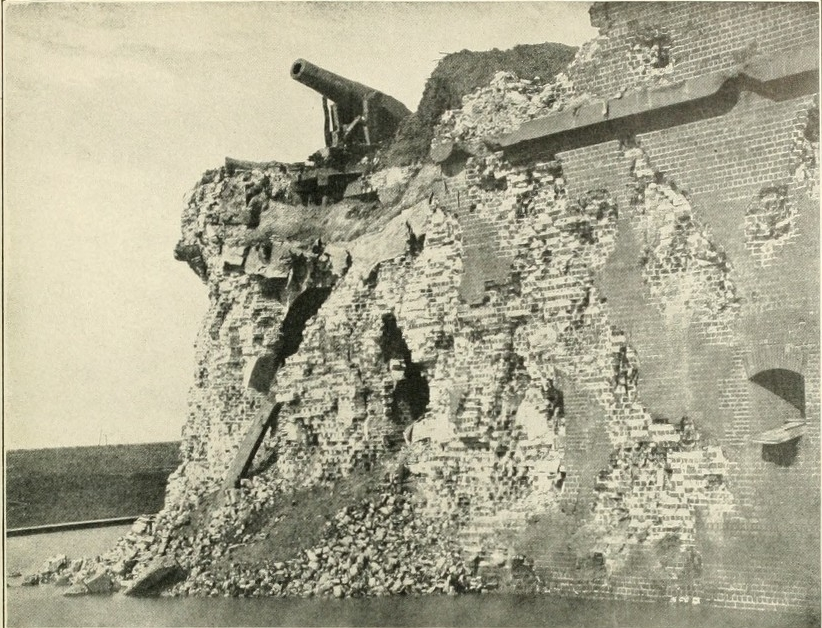
Повреждения юго-восточного угла форта
Повреждения юго-восточного угла форта
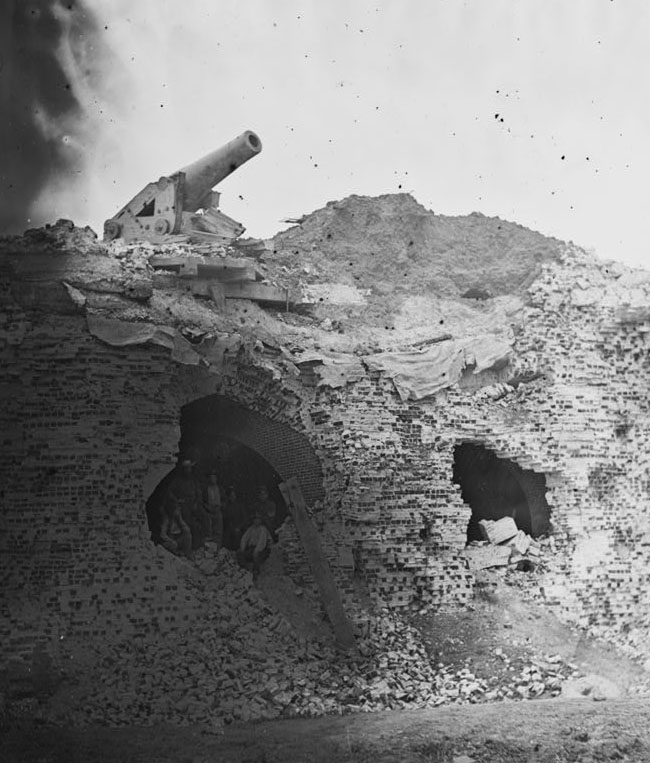
Повреждения юго-восточного угла форта
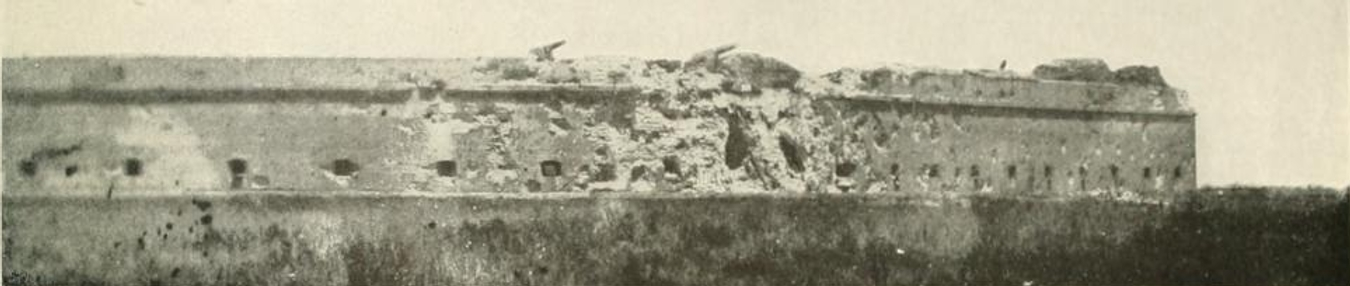
Повреждения юго-восточного угла форта
Горжевая часть форта после боя
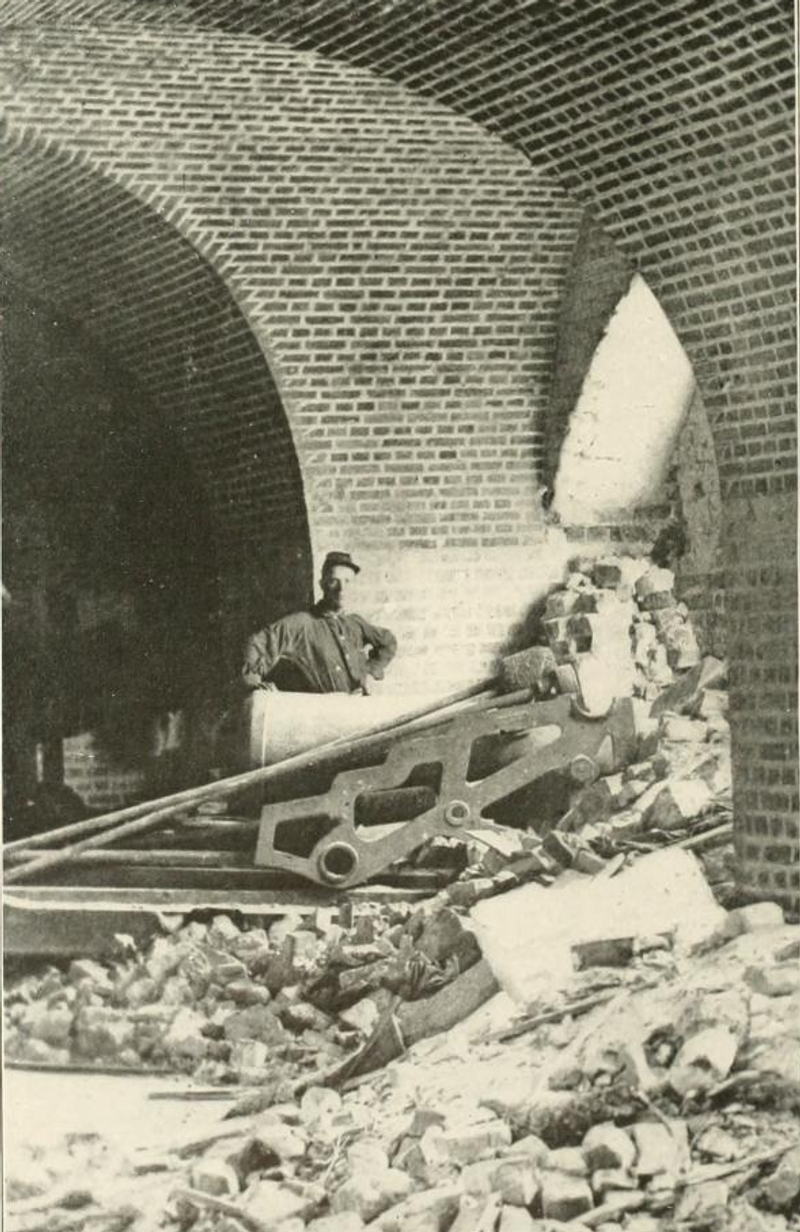
Разрушенный каземат
Горжевая часть форта после боя
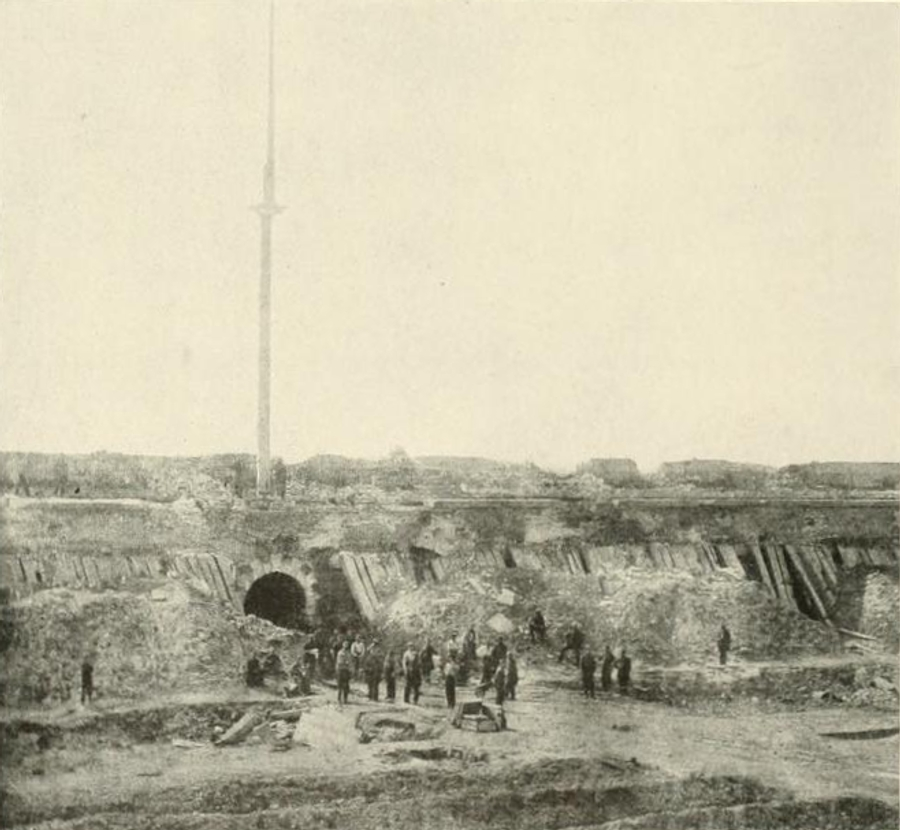
дворик форта после боя
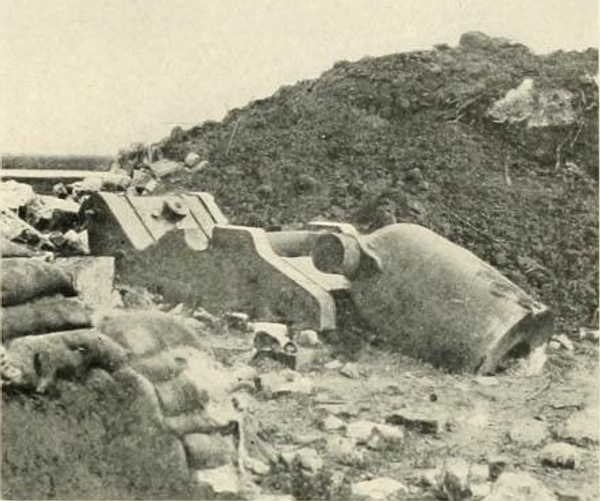
разбитая мортира
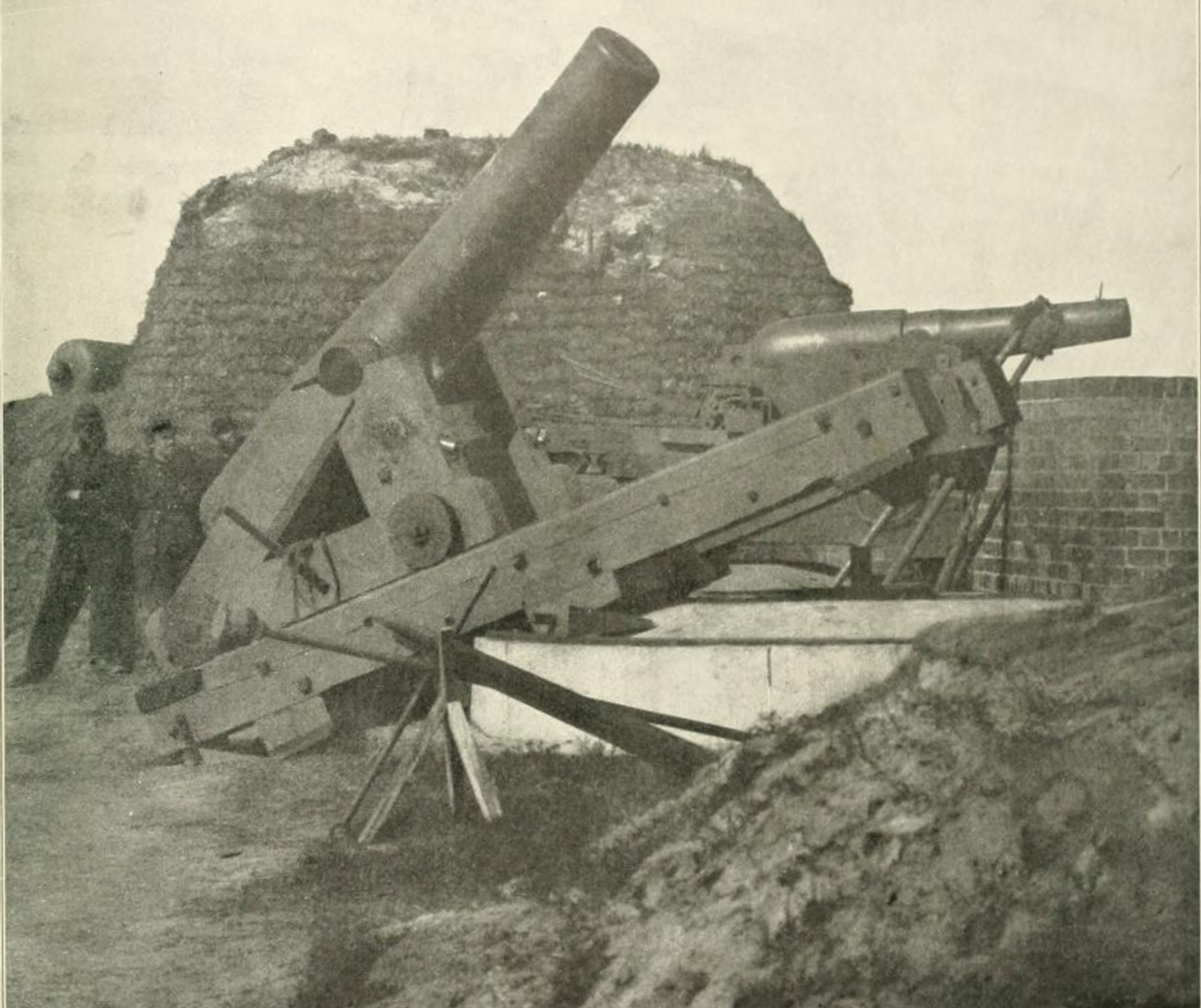
8-дюймовая гладкоствольная пушка, которую конфедераты использовали в качестве импровизированной мортиры
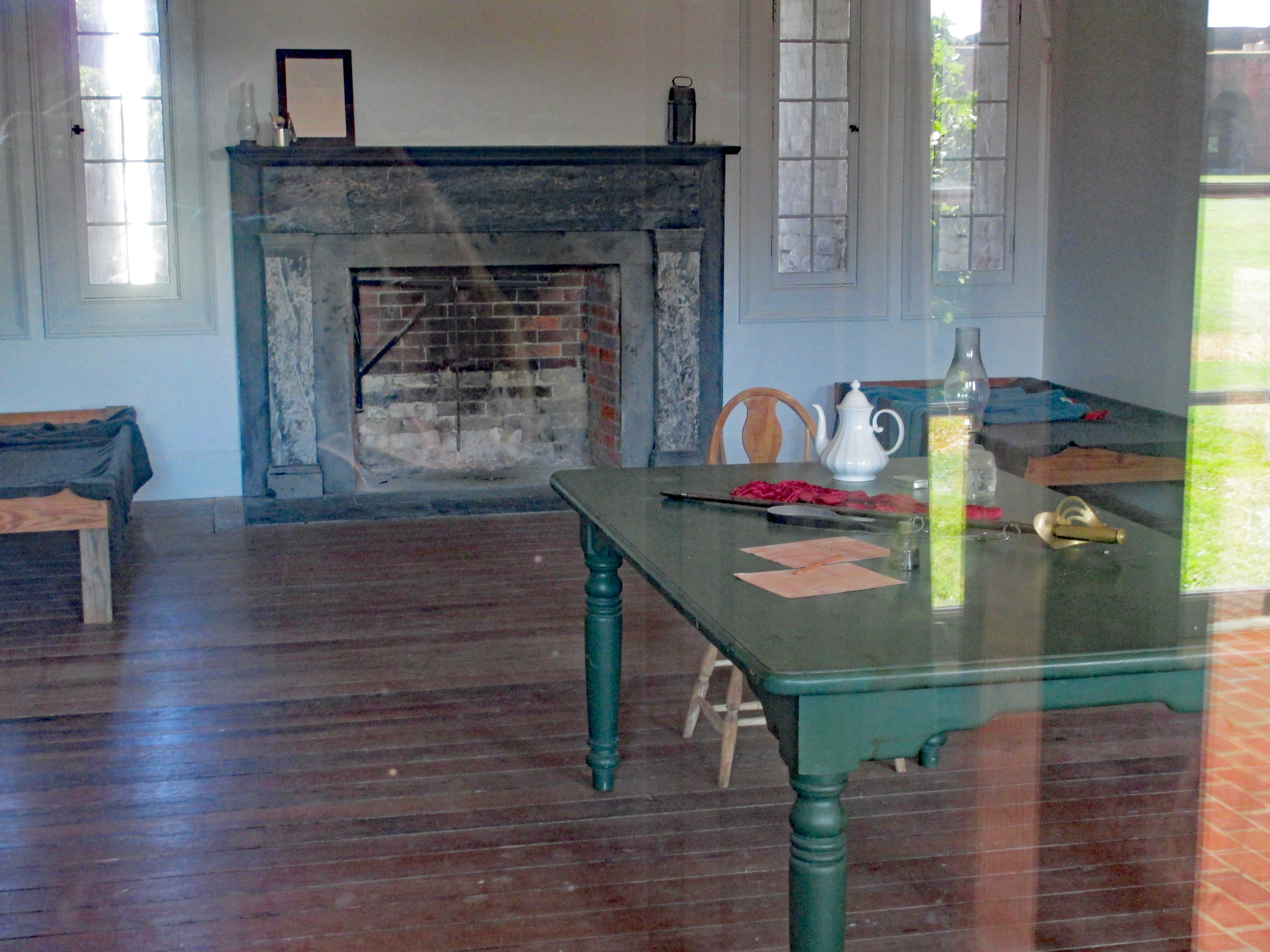
Комната, где полковник Олмстед сдал форт

К исходу дня контрбатарейный огонь орудий форта Пуласки постепенно стих — пушки были либо сбиты со станков, либо испорчены. Две федеральные 10-дюймовые колумбиады слетели со станков из-за незамеченной перед боем неисправности (болты неподходящего размера). Лишь 10 % выстрелов из 13-дюймовых мортир северян попали в цель. Однако стрельба из орудий Пэррота, Джеймса и оставшихся в строю колумбиад была весьма эффективна. После некоторого перерыва артиллерия конфедератов вновь открыла огонь по батареям северян, из-за чего орудия Пэррота пришлось использовать вместо стрельбы по стенам форта для контрбатарейной борьбы. К наступлению темноты в юго-восточном углу форта была пробита брешь. Почти все орудия форта, нацеленные на о-в Тайби, были выведены из строя. Из пяти пушек в казематах стрелять могли только две. За ночь, несмотря на беспокоящий огонь северян, артиллеристы конфедератов смогли вернуть в строй несколько пушек. Среди северян потерь в личном составе не было.
Ночью 100 человек команды флагманского фрегата Wabash сошли на берег в качестве орудийной прислуги при четырёх 30-фунтовых нарезных пушках Пэррота. Утром поднявшийся с моря ветер стал влиять на траекторию снарядов, однако артиллерия северян возобновила стрельбу, сосредоточив огонь на поврежденном юго-восточном углу форта. Вскоре снаряды нарезных орудий пробили в стене форта большие дыры, а один снаряд пробил внутреннюю стену, отделявшую казематы от главного порохового погреба, расположенного во внутреннем юго-восточном углу укрепления, в котором находилось 20 тонн пороха.
Полковник Олмстед собрал в одном из казематов совет офицеров гарнизона, который пришел к единодушному выводу, что из-за реальной угрозы взрыва главного порохового погреба в случае продолжения обстрела форта для спасения гарнизона от неминуемой гибели необходима капитуляция. В 2 часа дня артиллеристов отозвали от пушек, и флаг над фортом был спущен.

## Последствия
В руки северян попали 47 орудий, большой запас снарядов, 40 тыс. фунтов пороха и большое количество прочих припасов. Был взят 361 пленный, в том числе 24 офицера, и еще 18 больных и раненых.
Федеральные войска за шесть недель починили разбитые стены, установили на позициях 60 орудий и разместили в форте гарнизон численностью 1100 человек, остававшийся там до конца войны.